# Koos van Plateringen
Koos van Plateringen (Harderwijk, 15 april 1974) is een Nederlandse televisiepresentator.

## Biografie
Van Plateringen studeerde Communicatie aan de Hogeschool Inholland in Diemen. Al tijdens zijn studie werkte hij voor verschillende televisieprogramma's. In 2000 behaalde hij zijn diploma en hij werkte vervolgens voor RTL Nederland als producer en redacteur bij Koffietijd en All You Need Is Love. Zijn televisiedebuut maakte Van Plateringen in 2004, toen hij als ster-reporter verscheen in Beauty & Zo van Net5. Vanaf 2005 werkte hij achter de schermen bij Shownieuws. Sinds 2009 is hij ook op de voorgrond van het programma te zien.

### Stemacteur
In Smurfs: The lost village was Van Plateringen de stem van Bemoeismurf.

## Persoonlijk leven
Van Plateringen is getrouwd met Ton Keunen.

## Trivia
- In 2016 eindigde Van Plateringen als achtste in het 17e seizoen van Expeditie Robinson.
- In 2017 vormde Van Plateringen een dansduo met Renate Verbaan in het dansprogramma Dance Dance Dance; ze eindigden op de laatste plaats.[3]